# Фикобилисомы
Фикобилисо́мы — (от др.-греч. φῦκος — водоросли, лат. bilis — желчь и др.-греч. σῶμα - тело) светособирающие органеллы для фотосистемы II у цианобактерий, красных водорослей и глаукофитов. Стандартные фикобилисомы отсутствуют у криптофитовых и тех представителей прохлорофитовых, у которых имеются фикобилипротеины. У криптофитовых фикобилипротеины находятся во внутритилакоидном пространстве.

## Основная структура
Фикобилисомы — это белковые комплексы (вплоть до 600 полипептидов) полудисковидной или полусферической формы (см. рисунки), прикреплённые к мембранам тилакоидов. Они состоят из большого количества хромофоровых белков — фикобилипротеинов — и объединённых с ними связующих белков. У каждой фикобилисомы есть ядро из аллофикоцианина, из которого выходят наружу стержни, состоящие из дисков фикоцианина и (если имеются) фикоэритринов или фикоэритроцианина. Пигменты располагаются в такой последовательности (начиная с кончиков стержней): фикоэритрин, затем фикоцианин, и затем аллофикоцианиновое ядро. В этом же порядке происходит транспорт энергии света, а далее к хлорофиллу a. Их специфические свойства в основном определяются наличием простерических групп, которые являются линейными тетрапирролами, известными как фикобилины, включающие фикоцианобилин, фикоэритробилин, фикоуробилин и фикобиливиолин. На спектральные свойства вышеуказанных фикобилинов серьёзное влияние оказывают окружающие их белки.

## Функции
Каждый фикобилин имеет специфические максимумы излучения и поглощения в видимом спектре света. Более того, их строение и свойственная им пространственная организация внутри фикобилисомы делает возможным поглощение и однонаправленную передачу энергии света на хлорофилл а фотосистемы II. Таким образом, клетки могут использовать длину световой волны в промежутке 500—650 нм, которая недоступна для хлорофилла а, и задействовать её в фотосинтезе. Это серьёзное преимущество на большой глубине под водой, где более длинные световые волны передаются хуже и, следовательно, менее доступны для хлорофилла.
Геометрическая форма фикобилисомы очень элегантна, что выражается в 95%-ой эффективности передачи энергии.

## Эволюция и разнообразие
Существует большая вариабельность в основной структуре фикобилисомы. Их форма может быть полукруглой (у цианобактерий) или полуэллипсоидной (у красных водорослей).
В целом фикобилипротеины претерпели незначительную эволюцию, что связано с их высокосложной функцией поглощения и передачи световых волн определённой длины. У некоторых видов цианобактерий при наличии и фикоцианина, и фикоэритрина фикобилисома может подвергаться существенной перестройке в зависимости от цветовой характеристики света. В зелёном свете большая часть стержней состоит из красного фикоэритрина, который лучше поглощает зелёный свет. На красном свету они заменяются на голубой фикоцианин, который лучше поглощает красный свет. Этот обратимый процесс известен как дополнительная хроматическая адаптация.

## Использование
Фикобилисомы могут быть использованы для быстрой флюоресценции,, проточной цитометрии, вестерн-блоттинга и белковых микрочипов. Некоторые фикобилисомы имеют спектр излучения, подобный Cy5, и их можно использовать для тех же целей, однако они могут быть в 200 раз ярче, с большим Стоксовым сдвигом, давая больше сигналов на событие связывания. Это свойство позволяет использовать детекцию низкоуровневых молекул-мишеней или редких событий.

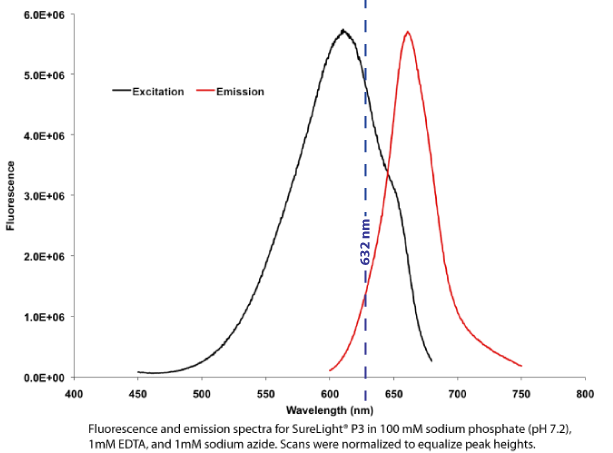
Возбуждение и спектры излучения фикобилисомы синезелёной водоросли (цианобактерии).
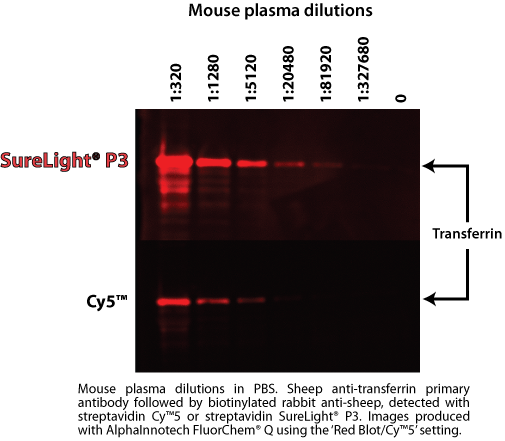
Фикобилисомы в сравнении с цианиновым красителем в ходе исследования методом Вестерн-блотинга.

## Внешние ссылки
- MeSH Phycobilisomes в Национальной Медицинской Библиотеке США Medical Subject Headings
- Columbia Biosciences - Phycobilisome Resource